# 小川春喜
小川 春喜（おがわ はるき、1953年1月24日 - ）は、日本の剣道家、剣道指導者。第6回世界選手権大会で準優勝の戦績を持つ。

## 経歴・人物
1953年、長崎県端島生まれ。
長崎県立長崎東高等学校3年時の1970年に玉竜旗高校剣道大会で団体優勝。卒業後、国士舘大学に入り、2年時に全日本学生優勝大会で優勝を果たす。大学卒業後も全日本実業団大会や全国教職員大会で優勝を経験したほか、1985年にフランスで開催された第6回世界剣道選手権大会で個人準優勝。決勝で対戦したのは長崎東高の後輩である香田郡秀（現：筑波大学教授）であった。
また、巣鴨中学校・高等学校教員を長年務め、後進の指導にも取り組んでいる。東京都高体連強化部長などを歴任し、現在は東京学連剣友連合会理事を務めている。

## 著書
- 『初心者のための剣道講座 陥りやすい癖とその矯正法』（スキージャーナル、2000年）
- 『実戦のための剣道講座 ここ一番に役立つ技八十九手』（スキージャーナル、2001年）